# Rostro (arma)

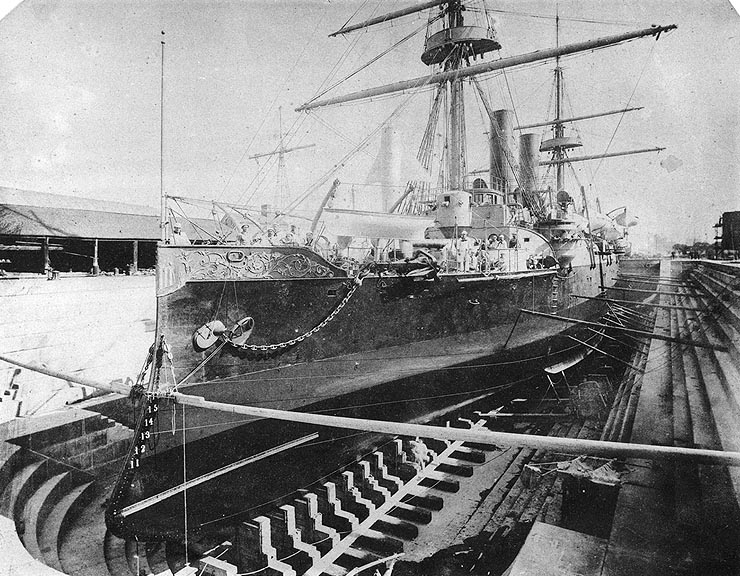
Il rostro della USS Boston; New York Navy Yard, Brooklyn, New York, 1888

Il rostro (latino rostrum) è un pesante oggetto da sfondamento che veniva montato sulla prua delle navi antiche per affondare le navi nemiche.
Secondo Plinio il Vecchio (Nat. Hist. VII, 57 VIII, 209) il rostro sarebbe stato inventato dall'etrusco Piseo figlio di Tirreno.

## Descrizione
In genere era costituito da un unico pezzo fuso in bronzo inserito nel punto di congiunzione tra la parte finale prodiera della chiglia e la parte più bassa del dritto di prua, sopra il tagliamare. La parte anteriore del rostro era costituita da un potente fendente verticale rafforzato da fendenti laminari orizzontali.
Con questo micidiale strumento le navi venivano lanciate alla maggiore velocità possibile contro le fiancate delle unità nemiche per creare delle falle allo scopo di provocare un rapido affondamento.
I rostri vennero impiegati anche nel medioevo: durante la guerra che contrappose Como a Milano tra il 1118 e il 1127, i comaschi schierarono sul lago imbarcazioni militari lunghe circa 30 metri e dotate di rostri. Sebbene questa tecnica di combattimento sia progressivamente caduta in disuso, il naviglio militare presenta ancora rostri sino ad epoche recenti e retaggi del rostro sono comunque tuttora riconoscibili in molte prue anche moderne.

## Architettura romana

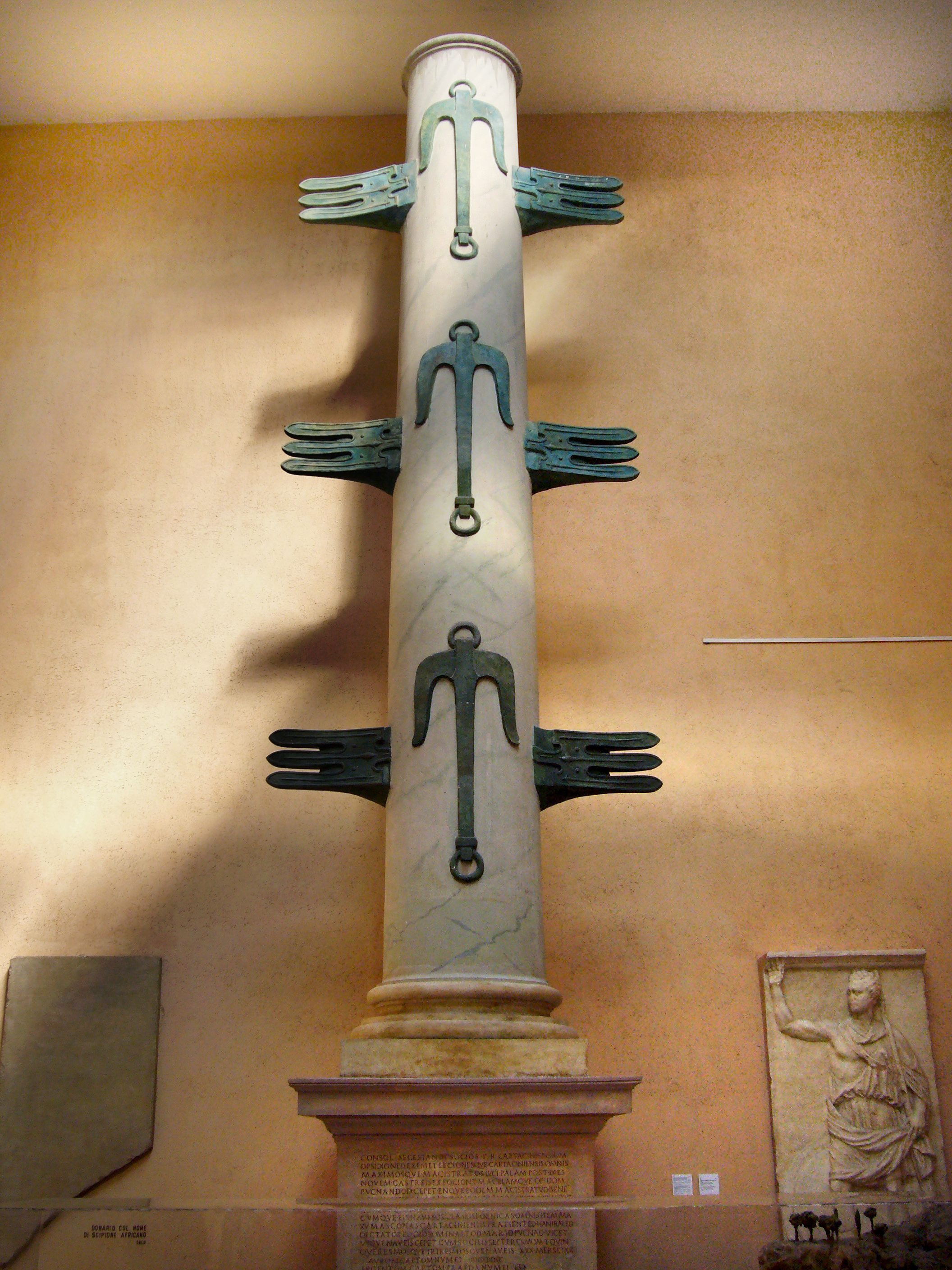
Ricostruzione della Colonna Duilia (Museo della civiltà romana, Roma)

Nell'architettura romana sono spesso usati, come decorazioni simboliche, degli elementi simili ai rostri delle navi, chiamati ugualmente "rostri". Si ritrovavano ad esempio in colonne rostrate, come la Colonna Duilia, archi trionfali, come quello di Ancona ed anche nelle tribune nel Foro Romano dalle quali i magistrati tenevano le orazioni, dette appunto i Rostri.